# ميكيلي

موقع ميكيلي.

شعار ميكيلي.

ميكـّيلي (Mikkeli) مدينة فنلندية. تقع في إقليم سافو الجنوبية . بلدية يبلغ عدد سكانها 48.757 ساكن (حوالي 34.000 في المدينة نفسها) وتغطي مساحة قدرها 2.124,62 كم² منها 422,68 من المياه. وتبلغ الكثافة السكانية 28.59 نسمة \كم².
كانت ميكـّيلي في موقع لمقر قيادة القوات المسلحة الفنلندية خلال الحرب العالمية الثانية. اعترافاً بهذا، وُضع في شعار المدينة زوج متقاطع من هراوات مارشال، وقد مـُنحت المدينة وسام صليب الحرية من الطبقة الرابعة، ليتم عرضه بشعارها .

## توأمة
لميكيلي اتفاقيات توأمة مع كل من:
- فايله
- بيكيسكسابا
- لوغا
- Mõisaküla City  [لغات أخرى]‏
- مولده
- بوروس
- سانت بطرسبرغ
- Vejle Municipality [الإنجليزية]‏
- Borås Municipality [الإنجليزية]‏

## صور

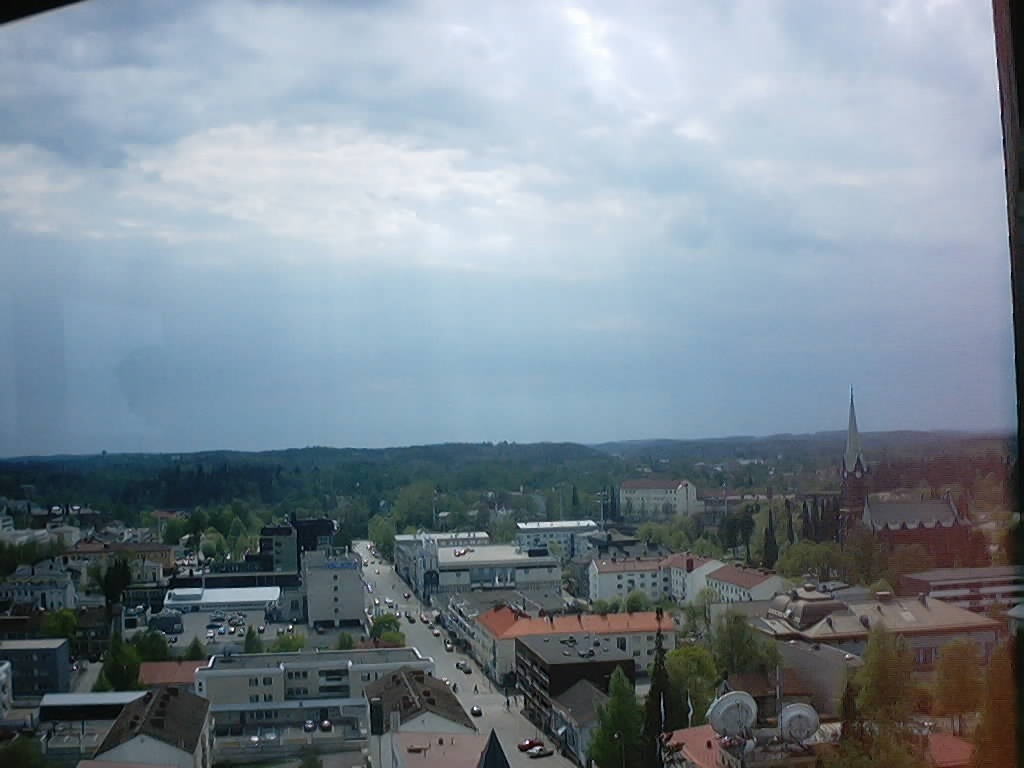
مدينة ميكـّيلي كما تبدو من برج مراقبة على تلة نايسفووري
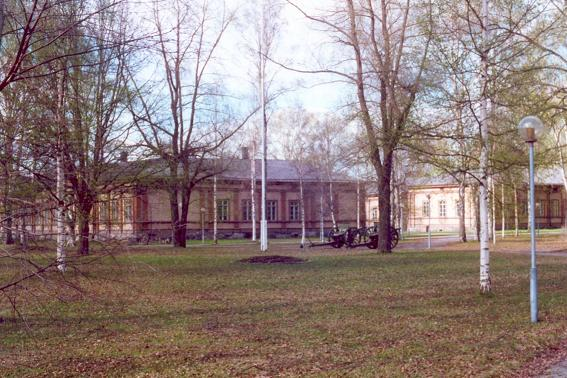
ثكنات الفرسان القديمة ، تستضيف الآن متحف المشاة. ساحة الاستعراض السابقة
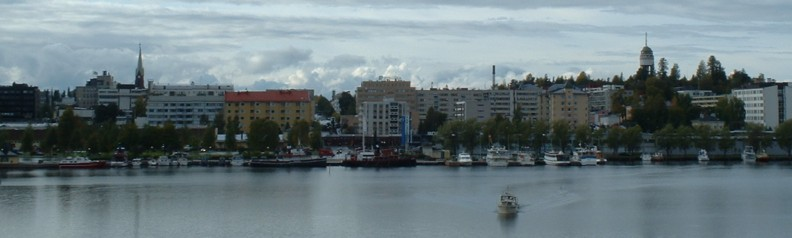
منظر لوسط ميكـّيلي على خليج ببحيرة سايما
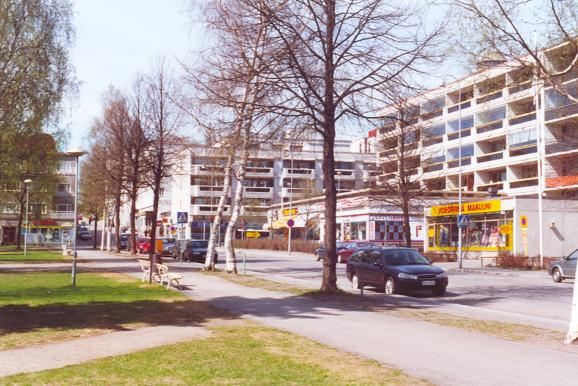
مشهد نموذجي الشوارع في الحي التجاري بميكـّيلي
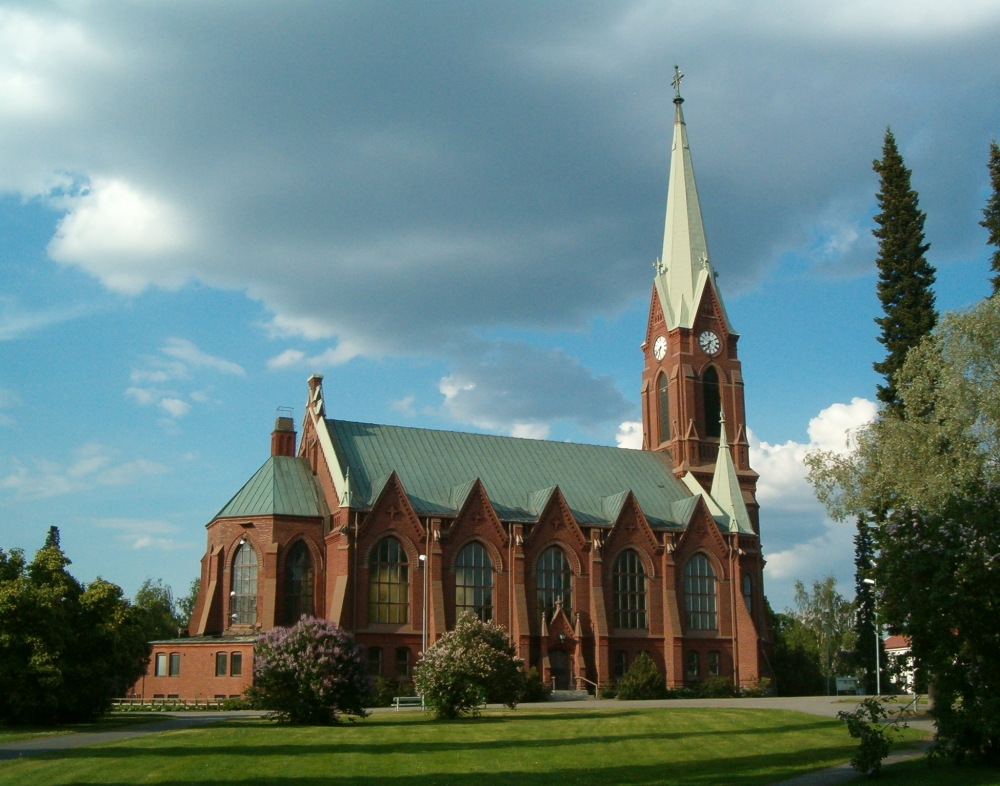
كاتدرائية ميكـّيلي (اللوثرية)

## أعلام
- كارل أوقست هنري إريكسون
- ياري كيتوما
- إيرو يختونين
- أنتي هاكزل
- أولي رين

## وصلات خارجية
- مدينة ميكـّيلي – الموقع الرسمي
- كلية هلسنكي الاقتصاد موقع فرع ميكـّيلي للتجارة
- موقع جامعة ميكـّيلي للعلوم التطبيقية
- يوتيوب معرض صور لميكـّيلي على يوتيوب